# سیارک ۲۶۲۵۵
سیارک ۲۶۲۵۵ (به انگلیسی: 26255 Carmarques، نامگذاری:1998QW68)۲۶۲۵۵مین سیارک کشف شده‌است که در ۲۴ اوت ۱۹۹۸ کشف شد.